# Зелёные облигации
Зелёные облига́ции (от лат. obligatio) — ценные бумаги, которые предоставляются на условиях возвратности и финансируют природоохранные проекты и направления по улучшению экологической ситуации. Такие облигации — неотъемлемая часть зелёной экономики. Она обеспечивает социальное благополучие и справедливость, но при этом минимизирует экологический дефицит и риски для окружающей среды. Не стоит путать эти долговые инструменты с социальными облигациями — у них разное целевое применение.

## Описание

### Где покупают зелёные облигации?
Зелёные облигации, как и все другие, покупают на фондовых биржах или через брокера. Однако нужно убедиться, что фонд предоставляет такого рода ценные бумаги. Приобрести их могут как инвестиционные фонды и банки, так и частные лица.

### Когда можно купить зелёные облигации?
Нужно лишь следить за биржевой повесткой: компании (эмитенты) заранее сообщают о готовящемся выпуске облигаций на специализированных ресурсах. В России такие ценные бумаги появились относительно недавно, поэтому об их выпуске можно узнать из новостей.

### Чем зелёные облигации привлекают инвесторов?
В 2021 году укрепляется глобальный тренд на ответственное инвестирование и устойчивое развитие, развивается КСО (корпоративная социальная ответственность, когда организация берёт на себя ответственность за собственное воздействие на окружающую среду и общество и обязуется приносить пользу). Одновременно с этим чаще происходят разливы жидких углеводородов, нелегальные вырубки леса, производственные катастрофы. На этом фоне в мировую практику внедряется положительный скрининг (Best In Class) — это подход, при котором характеристики экологической и социальной ответственности, практик управления компании (ОСОКУ) или эмитента оцениваются относительно аналогичных компаний/эмитентов в том же секторе или категории. Любые компании с рейтингом выше определённого значения считаются благоприятными для инвестирования.
Поэтому растёт спрос на экологизацию производства, а безразличие к окружающей среде влечёт ощутимые материальные потери. Крупные инвестиционные компании и финансовые организации покупают зелёные облигации, чтобы минимизировать риски, связанные с экологией. Зелёные облигации — шанс застраховать вложения от материальных потерь из-за вреда для экологии. Для частных лиц покупка таких облигаций — это одновременно доход от ценных бумаг и вклад в зелёное будущее для своих детей.

### Как проверить зелёные облигации на подлинность?
Как узнать, действительно ли ценные бумаги пойдут на защиту природы? Нужно найти информацию о компании-эмитенте в достоверном источнике. На что обратить внимание? Облигации должны пройти верификацию согласно российским и международным требованиям — это открытая информация. Нужно увидеть чёткую конечную цель — куда направляются денежные средства. Для зелёных ценных бумаг характерно целевое использование. По прогнозируемым цифрам можно узнать, какое влияние окажут инвестиции: экологическое и климатическое воздействие на окружающую среду. Нужно также обращать внимание на планируемые сроки реализации проекта.

## История
О зелёном финансировании упоминается в Конвенции о биологическом разнообразии. Речь идёт о компонентах финансовой системы, относящимся к зелёным инвестициям (Green Climate Fund) — это зелёные облигации и экологически ответственные структурированные фонды. Но впервые о таком типе инвестирования заговорили в 2007 г.
Тогда был опубликован доклад о причинах изменения климата (AR4 Climate Change 2007: Synthesis Report). По данным Межправительственной группы экспертов по изменению климата, в результате деятельности человека глобальные выбросы парниковых газов увеличились на 70 % с 1970 по 2004 г. Именно антропогенное воздействие изменяет атмосферные концентрации парниковых газов и в целом энергетический баланс климатической системы.
Этот доклад стал точкой отсчёта — несколько пенсионных фондов Швеции озаботились вопросом ответственного инвестирования, нужно было найти правильное применением вложенным средствам. В том же году группа фондов обратилась в местный банк (Skandinaviska Enskilda Banken AB) для решения вопроса. Инициатива дошла до Всемирного банка, где было найдено оптимальное решение. Чтобы сократить риски инвестирования и в то же внести вклад в охрану окружающей среды банк предложил ввести «зелёные» облигации. Так организация объединила стандартное инвестирование и направления по мониторингу климата. Однако нужно было решить вопрос с доверием к такого рода ценным бумагам — как инвесторам быть уверенными, что средства действительно пойдут в экологические проекты? В этом случае за экспертизой стали обращаться в Центр международных климатических и экологических исследований (ЦМКЭИ). Далее пенсионные фонды, шведский банк, Всемирный банк и ЦМКЭИ находили приемлемое для всех решение и обговаривали юридические и финансовые вопросы. В 2008 году Всемирный банк впервые выпустил зелёную облигацию. Тогда же учредили порядок отбора проектов, претендующих на привлечение инвестиций за счёт «зелёных» облигаций. Появился целый ряд эколого-климатических стартапов, которые оценивали эффекты от реализации предлагаемых проектов, таких как Sustainalitics, Cicero, MSCI, Vigeo Eiris и ряда других. 
В настоящее время зеленые и социальные облигации для включения в международные реестры должны соответствовать требованиям Инициативы климатических облигаций (Climate Bond Initiative, CBI) и \ или Международной ассоциации рынков капитала  (International Capital Markets Association, ICMA). Сегодня CBI разработало стандарты для 15 секторов, а ICMA разработала и совершенствует принципы и руководства в области зеленых, социальных и переходных облигаций. 

## Зелёные облигации в России
В декабре 2018 года были выпущены первые зеленые облигации Управление отходами ХМАО, которые были верифицированы и включены в реестр ICMA. В августе 2019 на Московской бирже был открыт сектор “устойчивого развития”, в котором начали размещаться облигации зеленые, социальные и нацеленные на национальные проекты. Банк России корректирует стандарты эмиссии ценных бумаг, где отдельно прописаны вопросы выпуска зеленых и социальных облигаций, кроме того, Московская биржа обновляет правила листинга, совершенствуя требования к эмитентам таких бумаг. 
Ознакомиться с перечнем проектов в области устойчивого развития, профинансированных через механизм выпуска зеленых облигаций можно здесь
Зелёные облигации рассматриваются российскими специалистами как перспективный инструмент финансирования возобновляемой энергетики в стране.
Первыми из российских заемщиков на внешнем рынке «зеленые» бумаги в мае 2019 года разместило ПАО «РЖД». В 2020 году ВТБ объявил о намерении разработать правила размещения «зеленых» облигаций. В 2021 году о выпуске зеленых облигаций объявили ППК РЭО, а «Зеленые» облигации Москвы удостоились премии Cbonds Awards.